# Canal do Iucatão

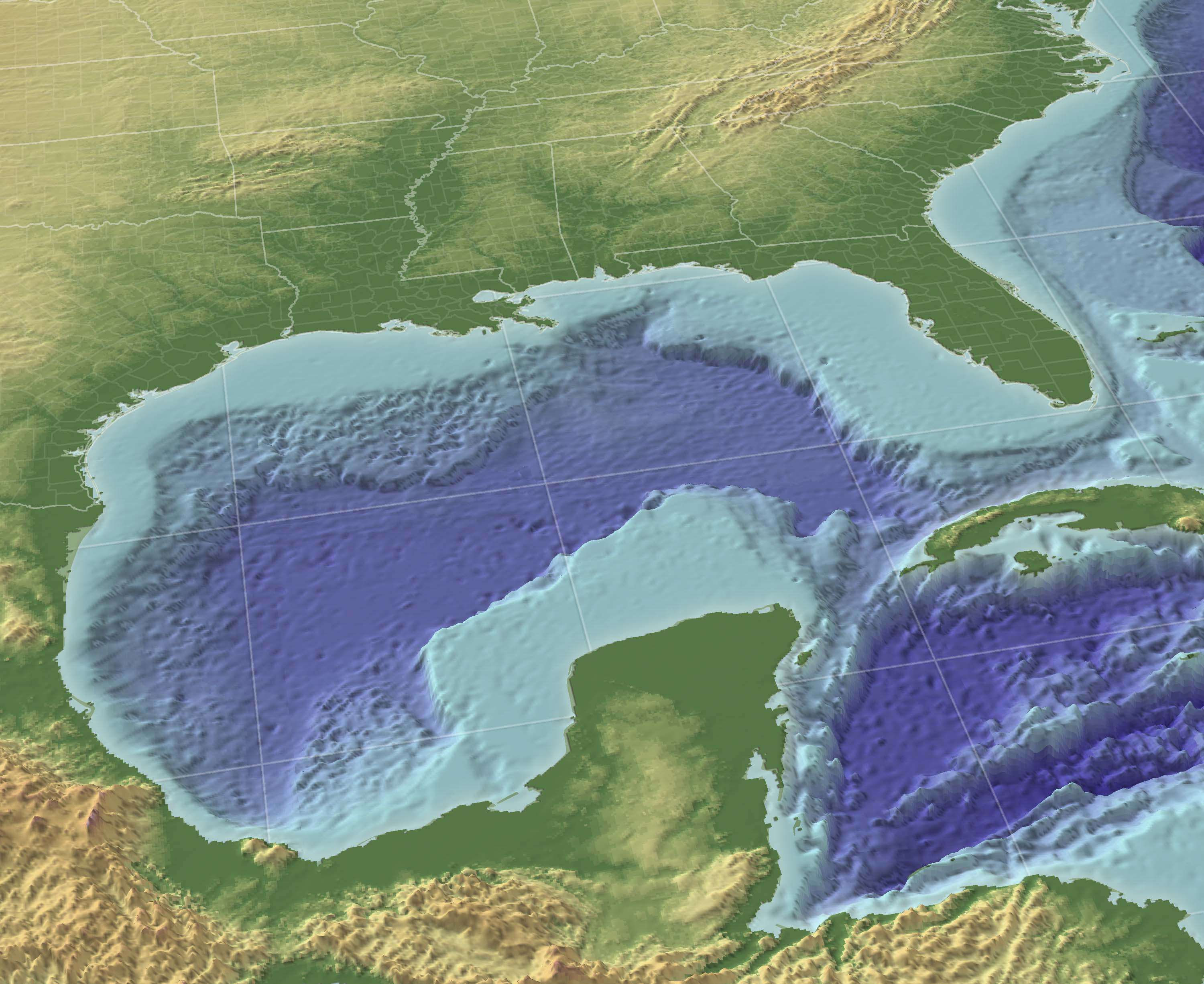
O canal do Iucatão separa o México da ilha de Cuba

O canal do Iucatão (português europeu) ou canal de Iucatã (português brasileiro) (em castelhano:  Canal de Yucatán) é um estreito marítimo localizado entre a península do Iucatão, no México, e a ilha de Cuba. Comunica o mar do Caribe (mar das Caraíbas) com o golfo do México.
O Canal de Iucatão tem largura aproximada de 300 km medidos entre o cabo Catoche, o ponto mais setentrional da península, e o cabo San Antonio, o extremo ocidental de Cuba; a profundidade máxima é de 1800 m. Através desta passagem atravessa-se do mar das Caraíbas ao golfo do México, com uma corrente marítima quente que recebe o nome de Corrente do Iucatão, que uma vez no golfo do México toma o nome de Corrente do Golfo e se dirige para o estreito da Flórida.